# I Can
"I Can" er Storbritanniens bidrag til Eurovision Song Contest 2011.